# Gospodarstvo Bocvane
Bocvansko se gospodarstvo obično navodi kao model ekonomskog uspjeha na afričkom kontinentu: vodstvo je zemlje ocijenjeno kao vrlo stabilno, demokratsko i slabo korumpirano (Transparency International navodi Bocvanu kao najmanje korumpiranu zemlju u Africi). Pažljivo gospodarenje i bogatstvo dijamantima i mineralima omogućilo je ovoj zemlji, u kojoj je samo 5% zemljišta obradivo i koja je u trenutku stjecanja svoje nezavisnosti 1966. godine, bila jedna od 25 najsiromašnijih zemalja svijeta, da postane jedna od najnaprednijih zemalja na kontinentu.
Ovo je jedina zemlja na svijetu koja je u razdoblju od 1970. do 2000. godine, postigla godišnji gospodarski rast od skoro 9%.
Ovo teoretsko bogatstvo ugrožava ovisnost gospodarstva, pogotovo rudarskog sektora, kao i epidemija AIDS-a koja je obuhvatila velik dio stanovništva (jedna od tri osobe su zaražene). Ipak, ova država, koju naseljavaju 3,12 stan./km², u daleko je boljem ekonomskom položaju od susjednih zemalja.

## Povijest
U vrijeme uspostavljanja britanskog protektorata 1885. godine, Bečuana je bio samo pozadinsko polupustinjsko područje Južne Afrike, a uloga vlasti je bila samo u suzbijanju nereda između domorodaca.
Jedini veći industrijski projekt su bili radovi na pruzi Kaapstad-Kairo (Cape-Cairo Railway) za vrijeme Cecila Rhodesa na kraju 19. stoljeća.
U vrijeme stjecanja svoje neovisnosti 30. rujna 1966. glavni grad države Gaborone, bio je praktički malo veće selo s nekoliko tisuća stanovnika, a samo nekoliko kilometara cesta u državi je bilo asfaltirano, te su radile samo dvije škole koje su nudile petogodišnje školovanje za samo 80 učenika. Jedino bogatstvo zemlje se temeljilo na uzgajanju goveda u pustinji Kalahari. Stvari su se radikalno promijenile u srpnju 1971. godine, kada je južnoafričko poduzeće De Beers otvorilo najveći rudnik dijamanata na svijetu u Orapi. Od tada je, uz pomoć stranih ulaganja i učinkovite i transparentne vlade, BDP godišnje rastao oko 8%, sve do kraja 1990-ih. Između popisa stanovništva 1985. – 1986. i 2002. – 2003., broj stanovništva koji živi ispod granice siromaštva smanjio se praktički za pola (od 57 % do 30 %).
Sa stabilizacijom koju je omogućila prozivodnja dijamanata, bocvanska vlada je početkom 2000-ih počela poduzimati mjere za diverzifikaciju gospodarstva, te stvaranje manje ovisnosti o rudarskom sektoru. Posebno se žele razviti usluge i turizam.

## Prirodni resursi
Često se navodi da bogatstvo prirodnih resursa više negativno djeluje na stanje u zemlji i gospodarstvu, nego pozitivno; ovo vrijedi za razvijene zemlje (nizozemska bolest), te još više za nerazvijene, gdje prirodna bogatstva često negativno djeluju na stabilnost zemlje i učestalost oružanih konflikta (npr. situacije u Liberiji ili DR Kongo). U Bocvani nisu zabilježene ove situacije. Iako je zemlja vrlo oskudna resursima na površini, ispod zemlje se nalaze značajne količine vrijednih minerala: gospodarstvom dominira vađenje dijamanata, te u manjoj mjeri nikla, bakra i natrona.
Iako po strukturi zaposlenih ne zauzima toliko značajan udio, rudarski sektor izvor je bogatstva zemlje - prihodi od ovog sektora su od nule, u trenutku nezavisnosti, narasli do 90% izvoza zemlje krajem 1980-ih. Situacija za zemlju u ovom sektoru nije bila povoljna samo 1981. godine, zbog problema na svjetskom tržištu dijamanata. Ovaj sektor je samo početkom 1980-ih zapošljavao više od 10% zaposlenog stanovništva, a danas se ta brojka stabilizirala na oko 5%. Dva rudarska društva, Debswana (društvo kojim upravlja bocvanska vlada, te južnoafrički De Beers) i Bamangwato Concessions Ltd. (kojem djelomično upravlja bocvanska vlada) upravljaju rudnim bogatstvima ove zemlje. Za vrijeme popisa u kolovozu 2004. godine, navedena su 64 poduzeća koja ukupno imaju 556 koncesija za eksploataciju, od kojih se 432 odnose na dijamante ili drago kamenje.

### Dijamanti
Poslije produžetka rudnika u Orapi (Orapa 2000), Debswana je 2004. godine, dogovorila obnavljanje koncesije za eksploataciju na idućih 25 godina. Iako je udio vlade u Debswani ograničen na 50%, udio profita kojeg ona privređuje je od 75 do 80%.
Društvo De Beers je otvorilo prvi rudnik u Orapi 1972. godine, nakon što je 1969. godine platilo 20 milijuna dolara koncesiju za eksploataciju; u četiri mjeseca rada rudnika ta se investicija povratila. Pravnik kojeg je Svjetska banka poslala bocvanskoj vladi zagovarao je promjenu dogovora i povećanje cijene, ali je južnoafrički kartel uspio odgovoriti Svjetsku banku od pokušaja promjene dogovora pod izlikom da odvjetnik nije djelovao u interesu Banke. Otkrićem drugog velikog rudnika dijamanata, bocvanska vlada uspjela je promijeniti ugovor.
Danas su u zemlji aktivna četiri rudnika dijamanata: poslije Orape (otkriveno 1967., otvoreno 1972.) otvoren je Letlhakane (1975.), pa Jwaneng (1982.) koji se danas smatra najvećim rudnikom na svijetu. Damtshaa je počeo s radom 2002. godine. Bocvana je drugi svjetski proizvođač dijamanata (poslije JAR-a), s proizvodnjom od 30 milijuna karata (ili 6 000 kilograma, što je četvrtina svjetske proizvodnje 2004. godine), ali zbog izrazite kvalitete bocvanskih dijamanata po ukupnoj vrijednosti ona je prvi svjetski proizvođač. Zahvaljujući skoro monopolističkom položaju koji De Beers ima na svjetskom tržištu, prihodi od dijamanata su stabilni i vrlo visoki.

### Nikal, bakar i ostali minerali
Eksploatacijom ovih metala upravlja BCL (društvo u djelomičnom državnom vlasništvu, koje je pretrpjelo kronične gubitke) i Tati Nickel Mining Co. (podružnica kanadskog društva LionOre Mining Ltd.), rudnici ovih ruda se nalaze u regiji Selebi-Phikwe. Izvađene sirovine nikla, kroma i bakra se šalju na preradu Norvešku i Zimbabve.
Tati je sve do 2004. godine, koristio ljevaonicu BCL-a, a od kad to nije slučaj povećani su kapaciteti BCL-a koji je prošao veliku reorganizaciju od početka 2000-ih. BCL proizvodi 250 000 tona natrona godišnje, ali se ova brojka počela smanjivati. Budući da je proizvodnja stakla prevelika za lokalne potrebe, većina rude se izvozi.
Na kraju, oko 170 kg zlata je 2004. godine, otkopano u Bocvani (Mupane, regija Francistowna). Provedeni su projekti istraživanja i eksploatacije olova, srebra i cinka koji su isplativi u području Kihabe (700 km sjeverno od Gaborone).

### Ugljen i prirodni plin
Metan je nedavno otkriven u rudnicima ugljena u Morupuleu (blizu Francistowna). Ukupna tržišna iskoristivost se procjenjuje na 340 km³, a eksploatacija je počela 2004. godine. Ugljen koji se proizvodi (oko 900 000 tona godišnje) se koristi i za elektranu u Morupuleu koja proizvodi 30% ukupne električne energije zemlje (ostatak se uvozi).

## Infrastruktura

### Prijevoz
| Prijevoz                          | Prijevoz      | Prijevoz |
| Ceste (2003.)                     | Ceste (2003.) |          |
| --------------------------------- | ------------- | -------- |
| Asfaltirane                       | 8867 km       |          |
| Neasfaltirane                     | 16 3666 km    |          |
| Željezničke pruge (2005.)         |               |          |
| 888 km                            |               |          |
| Vodeni putovi                     |               |          |
| -                                 |               |          |
| Zračne luke (2006.)               |               |          |
| Zračne luke s asfaltiranom pistom | 10            |          |
| - s međunarodnim prometom         | 1 (Gaborone)  |          |
| Zračne luke bez asfaltirane piste | 75            |          |
| Izvor: World Factbook             |               |          |

U trenutku stjecanja nezavisnosti, Bocvana je imala samo 12 kilometara asfaltiranih cesta. Zbog svog zemljopisnog položaja, koji čini zemlju u potpunosti ovisnom o prometnim vezama sa susjednim državama, prometna politika postala je važan dio programa razvoja zemlje u prvim godinama njene neovisnosti. Ova politika je i danas na snazi, jer razvoj prometne infrastrukture potiče raznolikost proizvodnje.
Razvoj prometa je rezultat i velikih vanjskih investicija (npr. autocesta Trans-Kalahari je zesluga Afričke banke za razvoj). Svake godine 15 do 20% državnih investicija odlazi u prometnu infrastrukturu. 2003. godine, zemlja je imala skoro 9000 km asfaltiranih cesta koje se protežu od Zambije do Zimbabvea. Svejedno, održavanje cesta je nedovoljno i mnoge ceste treba popraviti: četiri glavne prometne veze s JAR-om nisu prikladne za važan promet između dviju država. Stoga država razmatra druge metode razvoja: povećanje javno-privatnog partnerstva, prepuštanje održavanja privatnom sektoru i naplaćivanje cestarina na važnim prometnicama.
Glavna željeznička pruga je dio velikog projekta željeznice Kaapstad-Kairo, koja povezuje južnoafrički grad Kaapstad (ili Cape Town) s Bulawayom u Zimbabveu, prolazeći kroz Lobatse, Gaborone i Francistown. Dva produžetka su spojena s ugljenokopima u Morupuleu i rudnicima nikla i bakra u Selebi-Phikweu, ali glavnina željezničke mreže (1,067 m) je naslijeđena od Britanskog imperija. Današnja mreža je dugačka 1,435 metara. Botswana Railways je prihvatila petogodišnji plan (2003. – 2008.) s ciljem poboljšanja svojih usluga što uključuje: modernizaciju sustava signalizacije, racionalizaciju upotrebe materijala, rad na željezničkim prijelazima itd.
Od 95 zračnih luka u zemlji samo 10 imaju stalne piste, a samo novi aerodrom u Gaboroneu ima međunarodni promet (manje od 200 000 putnika godišnje, 2001. godine). Druga dva aerodroma (Maun i Kasane) također pružaju usluge na regionalnom nivou. Nacionalni avioprijevoznik je Air Botswana koji dijeli tržište s nekoliko manjih, lokalnih prijevoznika, te čija je privatizacija najavljena. Velike zračne luke su pod kontrolom države, dok manje piste ovise o privatnim prijevoznicima.

### Energija
Ugljen koji se proizvodi u državi je glavna sirovina za elektrane u Morupuleu (132 MW) i Selebi-Phikweu (60 MW), koje pokrivaju jedva 30% potreba države. Izgradnja nove elektrane trenutno je odgođena, a nedostatak električne energije se pokriva uvozom iz Južnoafričke Republike koji je dogovoren sporazumom iz 1995. godine, o distribuciji energije unutar Južnoafričke regije (Southern Africa Power Pool). Po ovoj osnovi Botswana Power Corporation kupuje većinu električne energije od južnoafričkog Eskoma, čiji kapaciteti naglo opadaju zbog velikog rasta potrošnje u regiji. Smatra se da će negdje u 2007. godini nastupiti energetska kriza.
| Električna energija                                      | Električna energija      | Električna energija |
| -------------------------------------------------------- | ------------------------ | ------------------- |
| Ukupna proizvodnja - hidroelektrane - termičke elektrane | 0,94 TWh (2005.) 0% 100% |                     |
| Potrošnja                                                | 2,33 TWh (2005.)         |                     |
| Uvoz                                                     | 1,39 TWh (2005.)         |                     |
| Potrošnja po osobi                                       | 8540,95 kWh (2005.)      |                     |
| Izvor: IAEA                                              |                          |                     |

Slaba gustoća stanovništva zemlje povećava cijenu njezine elektrifikacije, kao i veliki broj malih zajednica (10% stanovništva živi u selima s manje od 100 stanovnika) koji još nisu spojeni na nacionalnu mrežu. Na snazi je plan elektrifikacije ruralnog stanovništva, on omogućava odgodu troškova instalacije (10% cijene se plaća u trenutku instalacije, dok se ostatak otplaćuje kroz idućih 10 godina) : 2004. godine, 22% stanovništva je imalo pristup električnoj energiji, ali se predviđa da će taj broj narasti na 70% 2009. godine, te napokon na 100% 2016. godine.
Unatoč 3200 sunčanih sati godišnje (jedna od najvećih stopa na svijetu) i pokretanju plana o energiji pomoću solarnih ćelija u ruralnim područjima, upotreba obnovljivih izvora energije nije se daleko pomakla: grijanje vode pomoću sunčeve energije praktički ne postoji, nedostatak vjetra smanjuje mogućnost za buduću gradnju vjetroelektrana, a proizvodnja biogoriva unatoč velikoj količini stoke je još samo jedan od neostvarenih vladinih planova.
Skoro sva nafta za potošnju (13 000 barela na dan) uvozi se iz Južnoafričke Republike.

### Telekomunikacije

#### Fiksna i mobilna telefonija
| Razvoj fiksnih telefonskih veza (bež), mobilnih (plavo) i korisnika interneta (crveno): 1996. – 2005. |                      |
| Telekomunikacije i internet                                                                           |                      |
| Telefonija                                                                                            |                      |
| Pozivni broj                                                                                          | + 267                |
| Broj fiksnih linija (2005) - na 100 stanovnika                                                        | 160 000 9,1          |
| Broj mobilnih linija (2005) - na 100 stanovnika                                                       | 823 000 46,6         |
| Internet                                                                                              |                      |
| Internetski nastavak                                                                                  | .bw                  |
| Broj preplatnika (2003) - korisnika                                                                   | nije dostupno 60 000 |
| Radio telekomunikacije                                                                                |                      |
| TV aparata na 100 stanovnika (2000)                                                                   | 2,6                  |
| Radio aparata na 100 stanovnika (2000)                                                                | 15,5                 |
| Izvor: UIT, World Factbook                                                                            |                      |

Nacionalna infrastruktura (u potpunosti digitalna) može se ocijeniti dobrom, optičkim kabelima je pokrivena mreža na istoku zemlje, te mnoge urbane sredine. Dijelovi mreže koji nemaju kabele su povezani radio mrežom koja je u fazi modernizacije. I ovdje postoji veliki jaz između urbanih područja i sela, 22% stanovništva koristi 44% fiksnih linija.
Ovaj sektor je liberaliziran 1996. godine, kada je na snagu stupio Botswana Telecommunications Act koji skida monopol nacionalnoj telekompaniji Botswana Telecommunications Company (BTC), na svim područjima osim fiksne telefonije. Licence za mobilne mreže su ustupljene dvama privatnim operatorima Mascom i Vista/Orange koji danas pokrivaju 99% korisnika. Satelitski operator  (Africa Telecommunication PTY) pruža usluge za međunarodne komunikacije, dok petnaestak pružatelja pristupa internetu omogućavaju poduzećima širokopojasne veze. Zahvaljujući između ostalog i tome što je Međunarodna telekomunikacijska unija (UIT) ocijenila zemlju kao zemlju s „tradicijom dobrog upravljanja, demokracije, netolerancije prema korupciji i sa štovanjem zakonskih procedura”, fiksna mreža je udvostručila broj linija između 1997. i 2002. godine, a mobilna mreža je s nule narasla na 800 000 korisnika u 8 godina. Autoritet za regulaciju telekomunikacija nije podložan utjecajima vlade.
Iako je broj fiksnih telefonskih linija počeo stagnirati početkom 2000-ih godina, broj korisnika mobilnih mreža se mnogostruko povećao, te je 2005. godine, polovica stanovništva imala mobilni telefon.

#### Internet
ADSL tehnologija još nije dostupna, te su veze na internet još ograničene maksimalnim modemskim brzinama od 56 kbps. Internetske usluge još su još relativno nerazvijene zbog ograničenosti tržišta, tako je 2004. godine, postojalo manje od 2000 internet siteova s nastavkom „.bw”. S međunarodnom vezom od 14 Mbps 2004. godine, Bocvana ima najveću vezu po stanovniku u Africi, ali je dostupnost toj vezi moguća samo iz pet urbanih sredina (šire područje Gaboronea, Francistowna, Lobatsea, Selebi-Phikwea, Mauna) što pokriva samo trećinu stanovništva. Zbog pomanjkanja osobnih računala (istraživanje 2004. godine, pokazalo je da 91% stanovništva nikad nije koristilo osobno računalo), najveći broj korisnika pristup internetu ima iz cybercaféa.
Iako se ove brojke čine male za razliku od ostatka svijeta, pristup novim tehnologijama je puno veći nego u ostatku kontinenta, te vlada pokušava mnogim mjerama popularizirati upotrebu novih tehnologija. Potrebno je napomenuti da je država 2004. godine kontrolirala dvije trećine tržišta telekomunikacija, ali taj broj se postupno smanjuje.

## Poduzeća
Značajnija poduzeća:
- Debswana je poduzeće koje najznačajnije doprinosi bocvanskom gospodarstvu. Posjeduje tri rudnika dijamanata koja zajedno privređuju 45% ukupnog BDP-a zemlje. U sklopu Debswane nalazi se i ugljenokop Morupule Colliery. Debswana je u vlasništvu države i De Beersa.
- Botswana Meat Commission (BMC) osnovala je bocvanska vlada 1966. godine. Ovo društvo je odgovorno za klanje i prodaju svih goveda koja se izvoze.
- Air Botswana je nacionalni avioprijevoznik u državnom vlasništvu čija je privatizacija najavljena.
- Bamangwato Concessions, Ltd (BCL) je rudarsko društvo za vađenje zlata, bakra i nikla.
- Botswana Power Corporation (BPC) je nacionalno poduzeće za proizvodnju i opskrbu električnom energijom.

Od privatnih investicija u zemlji ističu se Heinz, te Daihatsu koji je imao tvornicu automobila u zemlji od 1994. do 2000.

## Struktura gospodarstva
Bocvanskim gospodarstvom dominira rudarstvo i proizvodnja govedine i teletine, što ostavlja malo mjesta za rast ostalih sektora. Početkom 2000-ih, vlada je počela orijentirati turizam prema manje ekskluzivnim tržištima.

### Poljoprivreda
Bocvana je vrlo suha zemlja u kojoj je samo 5% površina poljoprivredno obradivo. U trenutku stjecanja neovisnosti sve stanovništvo zemlje je smatrano ruralnim stanovništvom, ne isključujući ni glavni grad Gaborone. Udio poljoprivrede u BDP-u je pao od 40% na 5% između 1966. i 1990. Zbog manjka poljoprivrednih površina, glavnina poljoprivredne proizvodnje dolazi od stočarstva, poglavito govedarstva (70% izvoza hrane i 4% ukupnog izvoza). Glavno ograničenje povećanju izvoza mesa su bolesti koje vladaju među stokom. Učestalost suša (skoro jedna od dvije godine) je prisilila vlada da poduzme određene mjere, te je 1980-ih godina počelo izdvajanje 3 do 4% BDP-a za pomoć žrtvama. Također su započeti veliki infrastrukturni projekti koji su zahtijevali veliku radnu snagu čime je pružena pomoć ugroženom stanovništvu.

### Industrija
Industrijski sektor je još u začetnoj fazi, unatoč državnim naporima za oživljavanje, te danas predstavlja manje od 4% BDP-a (nasuprot 7 % 1970. – ih). Aktivnosti ovog sektora su također vrlo ograničene, čine ga: klaonice, pivovare, kožarnice i druga proizvodnja odjeće, te sastavljanje mobilnih telefona i druge aktivnosti koje su s tim povezane. Razvoj ovog sektora također usporava i nedostatak provođenja određenih reformi. Nedavna devalvacija pule bi trebala pomoći kompetentnosti lokalnih proizvoda.

### Usluge
Sektor usluga nije daleko od rudarskog sektora u sastavu BDP-a (45% naspram 50%), ovaj sektor svoj rast duguje rastu usluga telekomunikacija i turizma. Sam turizam je druga najjača gospodarska aktivnost poslije rudarstva, te se smatra da čini 12% ukupnog BDP-a.
Skoro trećina teritorija zemlje je pod zaštitom nacionalnih parkova. Bocvanska vlada želi valorizirati svoja prirodna bogatstva, pogotovo u ruralnim zonama, te poglavito na zapadu i sjeveru zemlje (pustinja Kalahari i delta Okawango). Od 2004. godine, na snazi je nova turistička politika koja je okrenuta manje zahtjevnim tržištima. Izlazak na burzu dva poduzeća iz ovog područja (Afritourism Ltd. i Chobe Holdings) govore o važnosti ove nove djelatnosti. Učestali sukobi između vlade i autohtonog stanovništva (pogotovo Bušmana u pustinji Kalahari) oko zemljišta jedina je prepreka značajnijem razvoju.

### Siva ekonomija
Teško je odrediti udio sive ekonomije, ali kako je 20 do 25% stanovništva nezaposleno, smatra se da je ovaj udio popriličan. Ovo smatra i Središnji bocvanski ured za statistiku (CSO) koji je proveo nekoliko istraživanja na ovu temu. U svojim istraživanjima CSO navodi da žene čine većinu u ovim djelatnostima koja su, kako se smatra, 2000. godine zapošljavala oko 250 000 ljudi. Kao i u ostalim državama, ovaj sektor čine niskoobrazovano stanovništvo, bez kreditne sposobnosti. Većina stanovništva u ruralnim krajevima novac prikuplja prodajom stoke.
Siva ekonomija, kako se smatra, čini samo oko 2% BDP-a zemlje, ali igra važnu ulogu u socijalnoj stabilnosti društva.

## Trgovački partneri
Glavni trgovački partneri zemlje su države Europske unije, Južnoafrička carinska unija (SACU) i Zimbabve. Kao nastavak ujedinjenja u regiji u Južnoafričku razvojnu zajednicu (SADC), raznim ugovorima smanjene su carinske tarife sa susjednim državama. Kao članica Južnoafričke carinske unije, tarife se 96,5% odnose na regionalni nivo, prosječne uvozne tarife 2002. godine bile su 5,8% (9,1% za prehrambene i 5,3% za neprehrambene proizvode. Jedan od glavnih problema ove carinske unije je što su carine često određene u korist JAR-a. Drugi problem je to što iako je Ministarstvo trgovine odgovorno za vanjskotrgovinsku politiku zemlje, svi poslovi koji se tiču Južnoafričke carinske unije obavlja Ministarstvo gospodarstva i financija.
Bocvana ima potpisan sporazum o slobodnoj razmjeni s Zimbabveom i Indijom, te mnoge trgovinske sporazume s važnim trgovačkim zemljama (EU, SAD, Japan, Švicarska, Kina i Rusija). Bocvana je jedna od zemalja osnivača Svjetske trgovinske organizacije (WTO ili OMC), te ima 19 angažmana u Općem sporazumu o trgovini uslugama (GATS).
Zbog nedostatka obradivih površina, zemlja uvozi veliki dio prehrambenih proizvoda, kao i električnu energiju i mehaničku opremu. Glavni izvozni proizvodi zemlje su iz rudarskog sektora (dijamanti 80%, bakar i nikal 5%), te tekstil (3%) i stoka (4%).

## Uloga države
Relativna etnička homogenost stanovništva je pomogla izbjegavanju sukoba oko moći, te pridonijela stabilnosti zemlje zajedno s pažljivim upravljanjem. Na listi korupcije u zemljama svijeta 2005. godine, Transparency International stavlja Bocvanu na visoko 32. mjesto, iznad nekih europskih država kao Italija (40. mjesto) ili Južnoafrička Republika (42. mjesto). Savjetodavno vijeće (kola) osigurava sudjelovanje stanovništva u državnim odlukama koje ih se izravno tiču.
Država ima dugu tradiciju planiranja vlastitog razvoja, počevši od devet National Development Plans (NDP) od vremena stjecanja nezavisnosti. Osim što su popisi ciljeva vladinog financijskog djelovanja, čine okvir i za suradnju s privatnim sektorom i nevladinim organizacijama. Deveti ovakav plan (2003. – 2009., nazivan NDP-9) predviđa razvoj gospodarstva do 2016. godine; sadrži planove za gospodarsku diverzifikaciju, razvoj ruralnih područja i kontrolu epidemije HIV-a tj. side.

### Izravno uplitanje u gospodarstvo
Tijekom 1970-ih, mnoge afričke zemlje su značajan profit vidjele u svojim sirovinama, npr. Nigerija i Kenija su stekle značajne prihode od nafte i kave. S teško kontroliranim troškovima, mnogi drugi sektori gospodarstva su se našli u problemima nakon pada cijena sirovina.
Tijekom svog rudarskog booma, koji je započeo otvaranjem rudnika u Orapi, bocvansku vladu su navodile dvije smjernice u makroekonomskom vođenju:
- akumulacija deviznih rezervi i proračunskih viškova kako bi se izbjeglo nakupljanje dugova i smanjili učinci inflacije. Ove rezerve su bile namijenjene i osiguranju stabilnosti prihoda u kriznim situacijama.
- koristeći tu istu akumulaciju deviznih rezervi utjecalo se na aprecijaciju pule i time omogućavalo domaćoj industriji kompetentnost naspram strane industrije.

Trenutno aktivnim programom NDP-9 nastavlja se ova filozofija makroekonomske stabilnosti i financijske discipline. Ovime se omogućavaju odnosi s MMF-om i Svjetskom bankom koji ne zahtijevaju strukturalne promjene, što se obično zahtijeva od zemalja u razvoju.

### Valuta i javne financije
Nacionalna valuta je pula (BWP), a ta riječ na jeziku tswana znači „kiša” čime se izražava važnost ove padaline za zemlju (nacionalno geslo zemlje je: „Kiša” ili „Neka bude kiša”). Valuta je stvorena 1976. godine, nakon izlaska iz monetarne zone južnoafričkog randa. Ovom jakom valutom Bocvana je izbjegla turbulencije koje su vladale u JAR-u i njezinim partnerima za vrijeme apartheida. Ipak rand je ostao vrlo prisutna valuta u zemlji.
Monetarna politika je usmjerena prema kontroli inflacije i očuvanju stabilnosti, ali povećanje cijene nafte i devalvacija pule od 12% 2005. godine, poremetili su kontrolu cijena. Stopa inflacije je sredinom 2005. godine bila 8.7%, što je iznad raspona od 3 do 5% što je cilj bocvanske središnje banke (Bank of Botswana).
Početni cilj programa NDP-9 je bio postići proračunsku ravnotežu, ali nije ostvaren zbog manjeg rasta od očekivanog, te zbog troškova kontroliranja epidemije HIV-a/AIDS-a.

## Gospodarski utjecaji epidemije HIV-a/AIDS-a

### Općenito
Od prvog dijagnosticiranja sindroma stečene imunodeficijencije 1985. godine, po procjenama UNAIDS-a zarazilo se između 25 i 30% bocvanskog stanovništva do 2005. godine, čime je smanjen godišnji rast stanovništva zemlje za 0,1%, a prema nekim procjenama zbog epidemije prosječan životni vijek će biti smanjen na 42,6 godine do 2015.
Unatoč politici obiteljskog planiranja koja bi ciljala smanjenju broj rođenih, utjecaj ove bolesti se najviše osjeti kod radno sposobnog stanovništva koje je ujedno i seksualno najaktivnije.
Nestanak jednog dijela radne snage na gospodarskom nivou je imao više posljedica, pogotovo se te odnosi na tržište kvalificiranih kadrova. Pad produktivnosti i investicija, te ulaganja u zdravstvenu zaštitu koštat će zemlju skoro dva godišnja rasta u razdoblju od 2000. do 2015. godine.
Postoji više razloga ovako brzog rasta ove bolesti među stanovništvom: seksualna sloboda stanovništva (lokalna studija iz 1992. pokazala je da kod stanovništva od 18 do 25 godina 55% muškaraca i 29% žena prakticiraju seksualne odnose s više povremenih partnera uz redovitog partnera); prakticiranje u ranoj dobi posebno je izraženo kod žena. Ovolikoj brojnosti partnera pridonijela je velika mobilnost stanovništva, te korištenje više prebivališta. Ipak, siromaštvo, nejednakost između spolova, te erozija društvene strukture dovelo je do situacije u kojoj je teško društveno kontrolirati seksualno ponašanje. Na kraju, nedostatak preciznih statističkih podataka onemogućava precizniju prevenciju zaraze.

### Aktivno stanovništvo
Činjenica da je radno sposobno stanovništvo ujedno i seksualno najaktivnije čini ga vrlo podložnim mogućoj zarazi HIV-om. Po Svjetskoj banci, sa stopom infekcije od približno 40% 2005. godine, obujam radno sposobnog stanovništva će 2015. godine, biti 30% manji nego što bi bio u slučaju bez HIV-a. Posljedice ovakvog stanja su mnogostruke:
- pomlađivanje radnog stanovništva; u zemlji u kojoj je 80% stanovništva bez osnovne stručnosti, smanjenje akumulacije stručnjaka dovest će do negativnosti na tržištu rada;
- opći pad produktivnosti koji je povezan ili s preminulim osobljem (za čije zamjenjivanje je potrebno određeno vrijeme zbog stjecanja radnog iskustva) ili radi odlaska zaraženih radnika zbog mogućnosti zaraze, te zbog odlaska radnika radi pomoći oboljelim bližnjima.
- u sektorima koje karakteriziraju nisko kvalificirani radnici, ovaj efekt imat će više posljedica na nezaposlenost nego na produktivnost.[17]
- smanjenje broja kvalificiranih radnika bi moglo pozitivno utjecati na rast njihovih plaća. Također bi moglo i potaknuti odljev mozgova u susjednim državama zbog nedostatka kvalificirane radne snage.

### Ulaganja i štednja
Porast troškova koji će se dogoditi padom stručnosti, imat će dva suprotna efekta:
- investicije će se pomaknuti u veće strukture kapitala, te
- rast troškova smanjit će marže i profit, što će obeshrabriti investitore

Također je potrebno navesti da je tok investicija osjetljiv na rizik (nesigurnost) koji je prisutan u zemlji: ako država ne razvije jasnu politiku o odnosu s epidemijom, povećat će se nesigurnost uzrokovana epidemijom.
Bocvani je koristila visoka stopa štednje iz 1980-ih, koja je iznosila skoro 40%, što je mnogo iznad mogućnosti njenih susjeda. Ova štednja, koja je većinom sadržavala strane devize, pomogla je državi izdržati nekoliko ekonomskih šokova. Zbog tadašnje visoke stope štednje, budući pad štednje (zbog smrti članova obitelji, tj. zbog pada prinosa ili zbog troškova liječenja) ne bi trebao posebno utjecati na investicije.
Također je potrebno napomenuti da utjecaj epidemije na stopu štednje ovisi o čimbenicima kao pristup i kvaliteta liječenja, duljina inkubacije virusa, te tip infekcije koji će se razviti.

### Rast
Iz navedenog se može vidjeti koliki udar epidemija side ima na gospodarstvo ove zemlje. Ipak, Bocvana je jedina afrička zemlja koja je razvila model predviđanja posljedica za sva tri tipa lokalnog tržišta rada (tržište kvalificiranih, tržište nekvalificiranih i crno tržište nekvalificiranih), od kojih je svako obrađeno sa scenarijem „bez AIDS-a”
Rezultati institucije Botswana Institute for Development Analysis (BIDPA) govore da:
- bi u Bocvani u slučaju bez HIV-a/AIDS-a godišnji prosječni rast BDP-a bio oko 3,9% u razdoblju od 1996. do 2021. BDP per capita ostao bi stabilan (zbog velikog demografskog rasta), plaće kvalificirane radne snage rasle bi 1% godišnje, dok bi plaće nekvalificirane snage ostale stabilne;
- u Bocvani s ovakvom stopom infekcije, rast će se odvijati između 1,7 i 3,0% godišnje. Rast BDP-a per capita dogodit će se kao rezultat mehaničke korelacije s padom stanovništva (makar će od ovoga profitirati samo nezaraženi), nezaposlenost će se smanjiti, dok će plaće (pogotovo plaće kvalificiranih radnika) rasti.

Na kraju, gospodarstvo Bocvane 2015. godine, bit će od 24 do 38% manje, nego u slučaju da se sida nikad nije pojavila.

### Društveno-ekonomski udar
Porast plaća i BDP-a po stanovniku je samo prividno pozitivan, te zapravo prekriva negativne činjenice koje će se dogoditi, od kojih je najvažnije povećanje nejednakosti između osoba na kojih bolest ne utječe, te zaraženih osoba i njihovih obitelji čija će se sredstva drastično smanjiti. BIDPA smatra da će jedan od dva Bocvanca biti pogođen učincima bolesti sljedećih godina: visoki troškovi pogreba, povećanje troškova liječenja, pad prihoda i povećanje broja ovisnih osoba (udovice, siročad), idućih će godina značajan dio stanovništva gurnuti ispod granice siromaštva. Botswana Institute for Development Analysis smatra da će pola rezultata koji su ostvareni u smanjenju siromaštva u 1990-ima biti izgubljeno u 2000-ima.

### Posljedice na državu
Kao važnog poslodavca kvalificiranoj radnoj snazi (pogotovo u obrazovanju i zdravstvu), bocvansku državu će ova situacija dvostruko pogoditi, prvo zbog povišenja plaća (koje će možda u dugom roku kompenzirati smanjenje broja umirovljenika), te zbog povišenja troškova obuke i obrazovanja i češće promjene službenika.
Bocvanski zdravstveni sustav je trenutno vrlo velikodušan prema korisnicima, i ako se nastavi daljnje njegovo provođenje, troškovi sustava rast će 15% godišnje (sve do 7% BDP-a) u razdoblju od 2001. do 2021. s čim će se vlada morati suočiti. Sa situacijom u kojoj zaraženi sidom zauzimaju 60% svih bolničkih kreveta, vjerojatno će se morati donesti neke nepopularne odluke kako bi se troškovi održali na nekom održivom nivou.
Što se tiče obrazovanja, predviđeni pad broja učenika neće kompenzirati visinu troškova za zapošljavanje novih učitelja, pa ni troškove koje će država morati podnijeti za opismavanje siročadi.
Na kraju, na prihode države koji još u velikoj mjeri (oko 50%) ovise o rudarskom sektoru ova situacija neće previše utjecati u usporedbi s drugim državama. Pad domaće štednje imat će utjecaja na količinu deviznih rezervi bocvanske središnje banke, te time i na količinu kamata koje ove proizvode.

## Vanjske poveznice
- MBendi pregled bocvanskog gospodarstva
- rudnik Debswana